# احتراق الليثيوم
احتراق الليثيوم (بالإنجليزي: Lithium burning)
يوجد الليثيوم في نجم قزم بني الذي تصل درجة حرارته إلى 2.5 × 106 كلفن وهي الدرجة التي يحصل عندها انصهار الهيدروجين وإنتاج بروتونات ، التي سرعان ماتندمج مع نواة الليثيوم – 7 مكونة نواتي هيليوم – 4 ، عملية الاندماج هذه تتم بواسطة سلسلسة من التفاعلات وهي كالتالي :
p+ + Li 6 → Li 7
p+ + Li-7 → Be 8
Be 8 → 2He 4 +طاقة
P + li 6 → be 7
Be 7 + Electron → li 7 + neutrino
P +li 7 → Be 8
Be 8 → 2 He 4+ طاقة